# Beefmaker
La beefmaker est une race bovine australienne. Son nom signifie fabricante de beefteak.

## Origine
C'est une race récente créée à partir de 1972 sur les propriétés de la famille Wright en Nouvelle-Galles du Sud, à partir d'hereford, et de simmental. Après huit générations, la proportion est de 75 % hereford et 25 % simmental. Le but était de créer une race améliorée au niveau de la lactation de la mère, de la conformation de carcasse plus lourde et d'un pourcentage plus faible de gras marbré.

## Morphologie
Elle porte une robe unie rouge avec la tête les pattes et le ventre blancs, comme celle de la hereford. La majorité étant rouge. La race est présente des individus avec ou sans cornes. 
Elle est de taille moyenne. Les taureaux pèsent 700–800 kg et les vaches 600–650 kg.

## Aptitudes
C'est une race créée exclusivement pour la production de viande. Elle donne des animaux aux carcasses bien conformées et à la viande délicatement persillée, savoureuse et moins grasse que celle des autres races australiennes. 
Elle est reconnue pour ses grandes qualités:
- Bonnes qualités maternelles: fertilité, aisance au vêlage, bonne lactation.
- Rapide prise de poids des veaux. (lait de la mère abondant et génétique performante)
- Aptitude à vivre en plein air intégral sans intervention humaine majeure. (faible coût de production)
- Bon rendement en viande à l'hectare en plein air intégral.